# سلما لاکانی
سلما لاکانی (زاده ۱۹۵۱ یا ۱۹۵۲) نوزدهمین فرماندار آلبرتا است. منصوب شدن او به عنوان معاون فرماندار با ادای سوگند وفاداری و سوگند  به مقام در تاریخ ۲۶ اوت ۲۰۲۰ موثر شد.
لاکانی نماینده نایب چارلز سوم پادشاه کانادا در استان آلبرتا است. او نخستین شخص جنوب آسیایی و نخستین فرد مسلمان است که در کانادا مقام معاونت دارد.  